# A Ilha da Fantasia (filme)
Fantasy Island (bra/prt: A Ilha da Fantasia) é um filme americano de terror sobrenatural de 2020 dirigido por Jeff Wadlow estrelado por Michael Peña, Lucy Hale, Maggie Q, Portia Doubleday, Jimmy O. Yang e Ryan Hansen e baseado na série de televisão de mesmo nome.

## Elenco
- Michael Peña como Mr. Roarke
- Maggie Q como Gwen Olsen
- Lucy Hale como Melanie Cole
- Austin Stowell como Patrick Sullivan
- Portia Doubleday como Sloane Maddison
- Jimmy O. Yang como Brax Weaver / Tattoo
- Ryan Hansen como JD Weaver
- Michael Rooker como Damon
- Parisa Fitz-Hensley como Julia Roarke
- Mike Vogel como tenente Sullivan
- Evan Evagora como Nick Taylor
- Robbie Jones como Alan Chambers
- Kim Coates como Devil Face,
- Ian Roberts como Dr. Torture
- Charlotte McKinney como Chastity

## Sinopse
A empresária Gwen Olsen, ex-policial Patrick Sullivan, meio-irmão JD e Brax Weaver e perturbada Melanie Cole vencem um concurso para visitar A Ilha da Fantasia, um resort tropical onde as fantasias aparentemente se tornam realidade. Na chegada, eles encontram o "guardião" da ilha, o Sr. Roarke, e são levados para suas fantasias: JD e Brax entram em uma rave em uma mansão; Patrick se inscreve em uma guerra em homenagem a seu falecido pai; Melanie decide se vingar de um valentão; e Gwen aceita a proposta de casamento do namorado Alanela rejeitou muitos anos atrás. Patrick é capturado por um grupo de soldados americanos e descobre que o comandante é o pai dele em sua última missão antes de morrer enquanto Melanie entra em uma sala subterrânea onde ela tortura seu valentão, Sloane Maddison, enviando um vídeo online dela traindo o marido.
No entanto, outro vídeo revela que Sloane foi sequestrada e levada para a ilha para realizar a fantasia contra sua vontade. Melanie a salva de um cirurgião mascarado e eles fogem. Quando a noite cai, ambos são atacados novamente pelo cirurgião antes que ele seja morto por Damon, um investigador particular que vive na ilha. Damon os leva para uma caverna, onde ele explica que as fantasias são criadas pela água da nascente sob o "coração" da ilha: uma rocha brilhante que mostra os desejos mais profundos de uma pessoa. Depois de revelar que Roarke misturou a água com as bebidas de seus convidados, Damon explica que ele veio à ilha para investigar até Roarke oferecer a ele um desejo de ver sua filha falecida. Infelizmente, sua fantasia se transformou em um pesadelo que o prendeu na ilha. O trio recolhe água da nascente e continua até o resort para encontrar um telefone.
Gwen acorda e descobre que ela tem uma filha com Alan. Quando ela reluta em continuar, Roarke aparece e revela que ele tem sua própria fantasia, que é estar com sua esposa falecida, e será cumprida enquanto ele encontrar seus convidados em suas fantasias. Gwen consegue convencer Roarke a mudar sua fantasia, convencendo-o a continuar vendo sua esposa. No entanto, Fantasy Island começa a transformar as outras fantasias em pesadelos, enquanto JD e Brax são atacados por um cartel de drogas.associada ao dono da mansão, enquanto Gwen é levada para a noite, ela acidentalmente causou um incêndio que matou seu vizinho Nick Taylor. Ela tenta resgatar Nick, mas cai inconsciente no incêndio, apenas para ser resgatada pela assistente pessoal de Roarke, Julia. Gwen também percebe que todos os outros convidados, exceto Melanie, estavam lá na mesma noite.
Ao mesmo tempo, Patrick tenta sair da ilha com seu pai, mas ele é chamado para resgatar alguns reféns, que acabam sendo JD e Brax na mansão. Os soldados matam o cartel, mas se reanimam como zumbis , que matam JD e o resto dos soldados. O pai de Patrick se sacrifica para que seu filho e Brax possam escapar de volta ao resort. Melanie e Sloane são emboscados pelo cirurgião zumbificado, até Damon pular um penhasco com ele, matando os dois. Chegando ao resort, Sloane liga para o marido e o convence a ligar para os militares de Damon. Os sobreviventes restantes se reagrupam no resort, mas são encurralados por Roarke, que revela que os convidados fazem parte da fantasia de outra pessoa na qual todos são mortos.
Percebendo que todos estavam envolvidos na morte de Nick, os convidados deduzem que essa é a fantasia de Roarke, acreditando que ele e Julia são os pais de Nick. Os convidados escapam para o cais para serem resgatados por um avião enviado pelos associados de Damon, apenas para serem abatidos pelo cartel. O grupo corre para a caverna para destruir a rocha brilhante com uma granada que Brax está carregando. Enquanto procuram, os sobreviventes são confrontados pelas manifestações de seus demônios pessoais, mas se reagrupam e encontram a rocha. De repente, Melanie apunhala e fere Patrick antes de tomar Sloane como refém. Melanie revela que essa é sua verdadeira fantasia, tendo orquestrado a chegada de todos para se vingar deles pela morte de Nick, com quem ela deveria ter um encontro na noite em que ele morreu; também é revelado que Julia é realmente a esposa de Roarke,
Quando Julia começa a morrer, ela convence Roarke a deixá-la ir e ajudar seus convidados a escapar da ilha antes de desaparecer. Sloane toma um gole da água da nascente coletada antes de fantasiar a morte de Melanie. Isso faz com que Melanie seja atacada pelo cadáver zumbificado de Nick, que a arrasta para a água. Antes de se afogar, ela detona a granada contra os sobreviventes, mas Patrick se sacrifica saltando sobre ela para proteger os outros. A fantasia termina, e Gwen, Sloane e Brax acordam no resort, descobrindo que Patrick morreu de seus ferimentos enquanto um Roarke agora purificado finalmente concorda em deixá-los ir.
Como os sobreviventes embarcam em um avião para deixar a agora purificada Ilha da Fantasia, Brax deseja que JD volte à vida e volte para casa, então ele decide ficar com Roarke na ilha para que sua fantasia se torne realidade. Depois que Gwen, Sloane e JD partem no avião, Roarke pede que Brax seja seu novo assistente pessoal e adquira um apelido. Lembrando de um apelido que seu irmão lhe deu na escola, Brax escolhe se chamar Tattoo, iniciando os eventos da série de televisão de 1977.

## Produção
Foi anunciado em julho de 2018 que uma releitura da série de televisão Fantasy Island estava sendo desenvolvida pela Blumhouse Productions e Sony Pictures, sendo descrita como uma mistura de Westworld e The Cabin in the Woods. Jeff Wadlow foi definido para dirigir e também para co-escrever o roteiro.
Em outubro de 2018, Michael Peña, Jimmy O. Yang, Dave Bautista e Lucy Hale se juntaram ao elenco. Em novembro de 2018, durante uma entrevista, Wadlow revelou que Maggie Q, Portia Doubleday e Ryan Hansen haviam se juntado ao elenco, além de sugerir que Bautista não poderia mais aparecer no filme.
Michael Rooker, Charlotte McKinney, Parisa Fitz-Henley e Austin Stowell foram escalados em janeiro de 2019.

### Filmagens
As gravações do filme começaram em janeiro de 2019 em Fiji. Cenas menores foram filmadas em Nova York e Mississippi.

## Músicas
Em 14 de fevereiro de 2020, a Madison Gate Records lançou a trilha sonora do filme composto por Bear McCreary. Jared Lee apresentou uma faixa intitulada "Don't Wish Your Life Away", que apareceu nos créditos finais do filme e foi lançada como single em 31 de janeiro de 2020.

### Lista de faixas
Todas as faixas escritas e compostas por Bear McCreary. 
| N.º            | Título                       | Duração |  |
| 1.             | "You Are One of My Guests"   | 1:37    |  |
| 2.             | "Arrival"                    | 3:45    |  |
| 3.             | "Regret Is a Disease"        | 2:26    |  |
| 4.             | "Your Fantasy Begins Now"    | 5:47    |  |
| 5.             | "No Soldier"                 | 5:45    |  |
| 6.             | "The Life You Wanted"        | 2:51    |  |
| 7.             | "Panic Room"                 | 2:30    |  |
| 8.             | "Dog Tags"                   | 3:26    |  |
| 9.             | "Brax Makes His Move"        | 2:44    |  |
| 10.            | "You Deserve It"             | 2:04    |  |
| 11.            | "The Heart of the Island"    | 4:38    |  |
| 12.            | "Fighting"                   | 4:28    |  |
| 13.            | "A Devil, a Pig and a Clown" | 6:36    |  |
| 14.            | "Not My Fantasy"             | 2:58    |  |
| 15.            | "The Island’s Secret"        | 8:49    |  |
| 16.            | "In the Cave"                | 4:24    |  |
| 17.            | "Hate in My Heart"           | 3:05    |  |
| 18.            | "Every Guest Gets a Fantasy" | 6:01    |  |
| 19.            | "What Happens Now"           | 2:40    |  |
| Duração total: | Duração total:               | 1:11:01 |  |

## Lançamento
A Ilha da Fantasia foi lançado em 14 de fevereiro de 2020. Foi originalmente programado para ser aberto em 28 de fevereiro de 2020, antes de ser movido para cima, com outra produção da Blumhouse, The Invisible Man, sendo marcada para sua data original.

### Home media
Fantasy Island foi lançado no mundo digital em 14 de abril de 2020. Mais tarde, o filme foi lançado em Blu-ray e DVD em 12 de maio de 2020.

## Recepção

### Bilheteria
A Fantasy Island faturou US$ 26,4 milhões nos Estados Unidos e Canadá e US$ 20,8 milhões em outros territórios, num total mundial de US$ 47,3 milhões, contra um orçamento de produção de US$ 7 milhões.
Nos Estados Unidos e no Canadá, o filme foi lançado ao lado de Sonic the Hedgehog, The Photograph and Downhill, e foi projetado para arrecadar US$ 13 a 20 milhões entre 2.770 cinemas no fim de semana de estréia. Ele faturou US$ 5,7 milhões em seu primeiro dia e passou a US$ 12,6 milhões nos primeiros três dias, e um total de US$ 14 milhões em quatro, terminando em terceiro nas bilheterias.

### Resposta da crítica
No Rotten Tomatoes, o filme tem uma porcentagem de aprovação de 8% com base em 103 críticos e uma classificação média de 3,21 / 10. O consenso dos críticos do site diz: " Fantasy Island tenta mostrar ao público o lado sombrio da realização de desejos, mas serve principalmente como um conto de advertência sobre os perigos de exumar franquias há muito mortas". Em Metacritic, o filme tem uma pontuação de 22 em 100 com base em 29 críticas, indicando "críticas geralmente desfavoráveis". As audiências consultadas pelo CinemaScore deram ao filme uma nota média de "C−" na escala A + a F.
Richard Roeper, do Chicago Sun-Times, chamou o filme de "insano" e "artificial" e escreveu que "parece que alguém plantou cerca de meia dúzia de roteiros diferentes por toda a ilha da fantasia". Peter Travers, da Rolling Stone, deu ao filme zero de cinco estrelas, escrevendo: "Se os crimes contra o cinema merecessem ser processados, a Ilha da Fantasia de Blumhouse iria diretamente para o corredor da morte ... O único grito genuíno e arrepiante de sangue incitado por este um estupidamente estúpido desperdício de tempo e dinheiro chega ao fim, quando surge a noção de que o filme deve gerar sequências. Pare com isso agora, antes que mate novamente". Peter Sobczynski, da RogerEbert. escreveu que o filme "contém menos terror puro do que Sonic the Hedgehog durante cinco minutos de seu tempo de duração", chamando-o de "totalmente chato" e "a fantasia de nenhuma pessoa sensata de um filme meio decente".